# El Cañavate
El Cañavate è un comune spagnolo di 156 abitanti situato nella comunità autonoma di Castiglia-La Mancia.